# Matt Bahr
(en) Statistiques sur pro-football-reference
Matthew David Bahr (né le 6 juillet 1956 à Philadelphie) est un joueur américain de football américain et de soccer.

## Enfance
Matt Bahr est le fils de Walter Bahr, ayant participé à la Coupe du monde de football 1950 avec les États-Unis. Il est également le frère de Casey Bahr, joueur professionnel de soccer qui jouera les Jeux olympiques d'été de 1972 et de Chris Bahr, kicker également en NFL.
Étudiant à la Neshaminy High School de Langhorne, il joue au football américain et au soccer. Bahr part d'abord pour s'inscrire à l'Académie navale d'Annapolis mais l'entraîneur de l'équipe de soccer part à la retraite et Matt se tourne vers l'Université d'État de Pennsylvanie alors qu'il avait reçu aussi des propositions de l'Université Brown et de l'Université de Californie à Los Angeles.

## Carrière

### Débuts comme joueur de soccer professionnel et université
Il entre à la faculté en 1974 et commence à jouer avec l'équipe de football américain en 1976. Il est le joueur marquant le plus de points pour Penn State en 1978 et 1979 et reçoit les honneurs d'All-American.
Pendant ce moment là, Bahr a l'occasion de faire ses débuts dans le milieu du soccer professionnel, jouant notamment pour les Caribous du Colorado et les Roughnecks de Tulsa en North American Soccer League. Membre des Stoners de Pennsylvanie en American Soccer League, il ne jouera aucun match avec cette équipe.

### Carrière dans le football américain
Matt Bahr est sélectionné au sixième tour de la draft 1979 de la NFL par les Steelers de Pittsburgh au 165e choix. Le kicker décide d'opter pour une carrière dans le football américain, la NFL lui proposant une stabilité un peu plus rassurante que celle de la NASL, en grande difficulté financière. Pour son premier match chez les pros, face au Patriots de la Nouvelle-Angleterre, il rate une transformation mais offre la victoire à Pittsburgh en prolongation sur un field goal. Lors de son année de rookie, il remporte le Super Bowl XIV avec les Steelers et commence à se faire une réputation avec sa petite taille.
Après deux saisons à Pittsburgh et quatre matchs chez les 49ers de San Francisco, qui remporteront sans Bahr le Super Bowl XVI, le kicker signe avec les Browns de Cleveland avec la tâche de remplacer Don Cockroft, ayant joué treize saisons dans la jeune franchise. En 1984, il domine la NFL au niveau du pourcentage de réussite sur ses coups de pied avec 87,5 %  et fait partie de la belle équipe des Browns lors des années sous Marty Schottenheimer, remplacé ensuite par Bud Carson. Le nouveau coach se sépare de plusieurs joueurs cadres, dont Bahr, après une saison et ce dernier répond à un essai des Giants de New York, victime de la blessure de Raul Allegre et ne disposant que du jeune Matt Stover à ce poste.
Bill Parcells fait signer Bahr et le joueur déménage avec sa famille sur New York. Lors des play-offs  après la saison régulière 1990, il offre la qualification aux Giants face aux 49ers de San Francisco sur un coup de pied en fin de match et participe à la victoire des siens au Super Bowl XXV, glanant sa deuxième bague. Matt Bahr termine ensuite sa carrière avec des passages chez les Eagles de Philadelphie puis chez les Patriots de la Nouvelle-Angleterre.